# Janet Altagracia Camilo Hernández
Janet Altagracia Camilo Hernández (Salcedo, 29 de octubre de 1971) es una abogada dominicana, fue la ministra de la Mujer de la República Dominicana, nombrada en agosto de 2016 por el presidente Danilo Medina. Es una activista feminista preocupada por los derechos de las mujeres.

## Trayectoria
Camilo Hernández nació en Salcedo (República Dominicana), provincia de Hermanas Mirabal y es la hija de Antonio Manuel de Jesús Camilo y Lorenza Hernández Ramírez. Tiene siete hermanos, una hija y un hijo. Se graduó como Licenciada en Derecho en la Universidad Nacional Pedro Henríquez Ureña (UNPHU), y después realizó una maestría en Ciencias Políticas en la Universidad Autónoma de Santo Domingo.
En 1991 se incorporó al movimiento Compromiso Nacional para apoyar a José Francisco Peña Gómez, del Partido Revolucionario Dominicano. En dicho movimiento ocupó cargos diferentes.
Camilo Hernández es la presidenta del Instituto Latinoamericano Mujer y Política, y la vicepresidenta de la Conferencia Permanente de Partidos Políticos de América Latina y el Caribe, COPPPAL Mujeres. Enseña Derecho Constitucional, Ciencias Políticas y Derecho Internacional Público y Privado en la universidad. Además es miembro de la Internacional Socialista de Mujeres.